# Tour della nazionale maschile di rugby a 15 dell'Argentina 1973
Il Tour della Nazionale di rugby a 15 dell'Argentina 1973 consistette in una serie di incontri di Rugby Union disputati in Irlanda e Scozia, ed aventi come protagonista l'Argentina. Fu il primo tour in Europa di questa nazionale.

## Risultati
| Limerick 31 ottobre 1973 | Munster       | 12 – 12 | Argentina XV | Thommond Park\| Arbitro: \| Alan Sturgeon \| |
| Arbitro:                 | Alan Sturgeon |         |              |                                              |

| Belfast 3 novembre 1973 | Ulster        | 23 – 13 | Argentina XV | Ravenhill\| Arbitro: \| Norman Sanson \| |
| Arbitro:                | Norman Sanson |         |              |                                          |

| Galway 6 novembre 1973 | Connacht Rugby | 7 – 16 | Argentina XV | Showground\| Arbitro: \| M.Healy \| |
| Arbitro:               | M.Healy        |        |              |                                     |

| Dublino 10 novembre 1973 | Irlanda XV | 21 – 8 | Argentina | Lansdowne Road\| Arbitro: \| R. Johnson \| |
| Arbitro:                 | R. Johnson |        |           |                                            |

| Glasgow 14 novembre 1973 | Glasgow-Edimburgo | 18 – 13 | Argentina XV | \| Arbitro: \| K. Klark \| |
| Arbitro:                 | K. Klark          |         |              |                            |

| Hawick 17 novembre 1973 | South Scotland | 16 – 16 | Argentina XV | Mansfield Park\| Arbitro: \| M.F. Palmade \| |
| Arbitro:                | M.F. Palmade   |         |              |                                              |

| Aberdeen 20 novembre 1973 | North Scotland | 23 – 28 | Argentina XV | \| Arbitro: \| M.Ticomb \| |
| Arbitro:                  | M.Ticomb       |         |              |                            |

| Edimburgo 24 novembre 1973 | Scozia XV | 12 – 11 | Argentina | Murrafield\| Arbitro: \| J. Evans \| |
| Arbitro:                   | J. Evans  |         |           |                                      |